# Catocala pretiosa
Catocala pretiosa (tên tiếng Anh: Precious Underwing) là một loài bướm đêm thuộc họ Erebidae. Nó được tìm thấy ở Massachusetts, Connecticut và New Jersey phía tây đến Pennsylvania và phía nam đến Virginia và North Carolina và phía tây đến Tennessee into Louisiana và Oklahoma. Subspecies texarkana có ở Florida tới Texas.
Sải cánh dài 40–50 mm. Con trưởng thành bay từ tháng 5 đến tháng 6. Có thể có một lứa một năm.
Ấu trùng ăn Amelanchier, Malus, Photinia arbutifolia và Prunus maritima. The larvae of ssp. texarkana have been recorded on Crataegus.

## Phụ loài
- Catocala pretiosa pretiosa
- Catocala pretiosa texarkana Brower, 1976 - Texarkana Underwing (Florida to Texas)